# Pischelsdorf am Engelbach
Pischelsdorf am Engelbach osztrák község Felső-Ausztria Braunau am Inn-i járásában. 2018 januárjában 1672 lakosa volt. 

## Elhelyezkedése

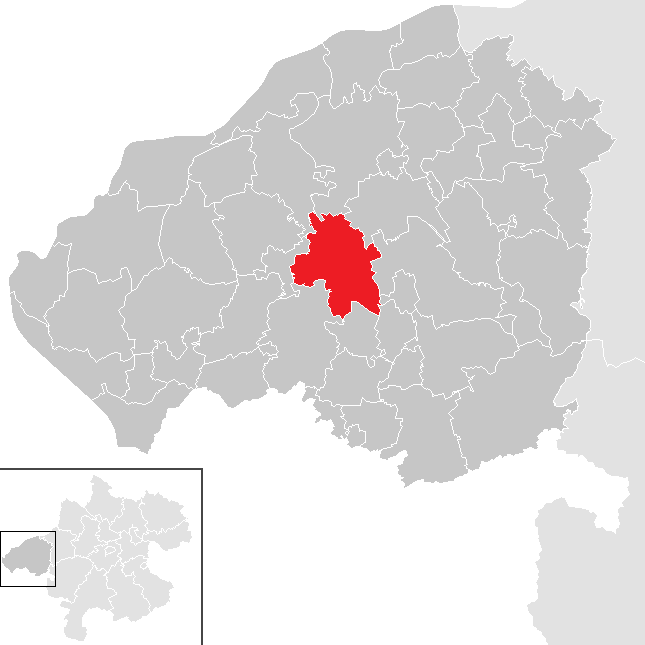
Pischelsdorf am Engelbach a Braunau am Inn-i járásban

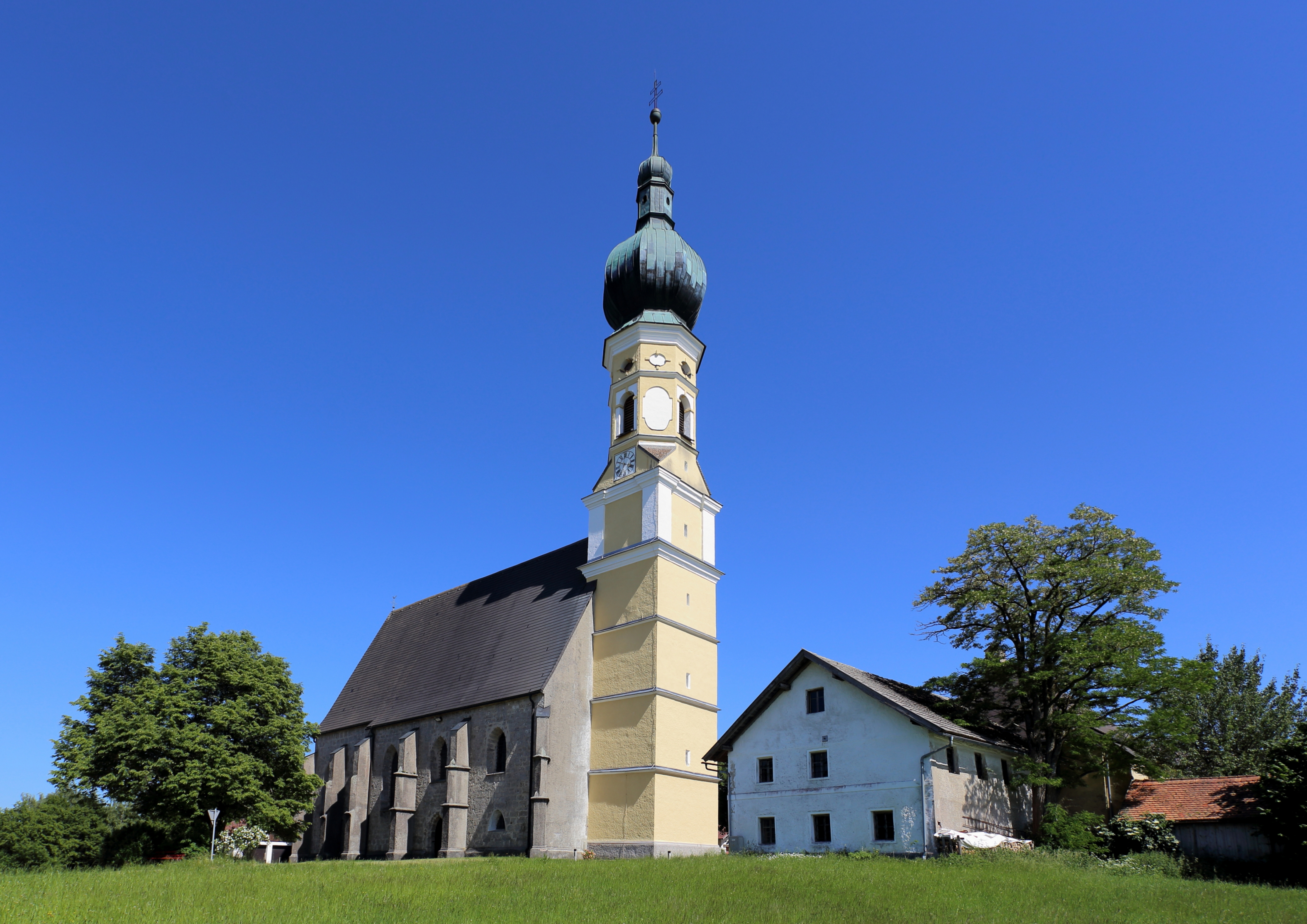
A harti Mindenszentek-plébániatemplom

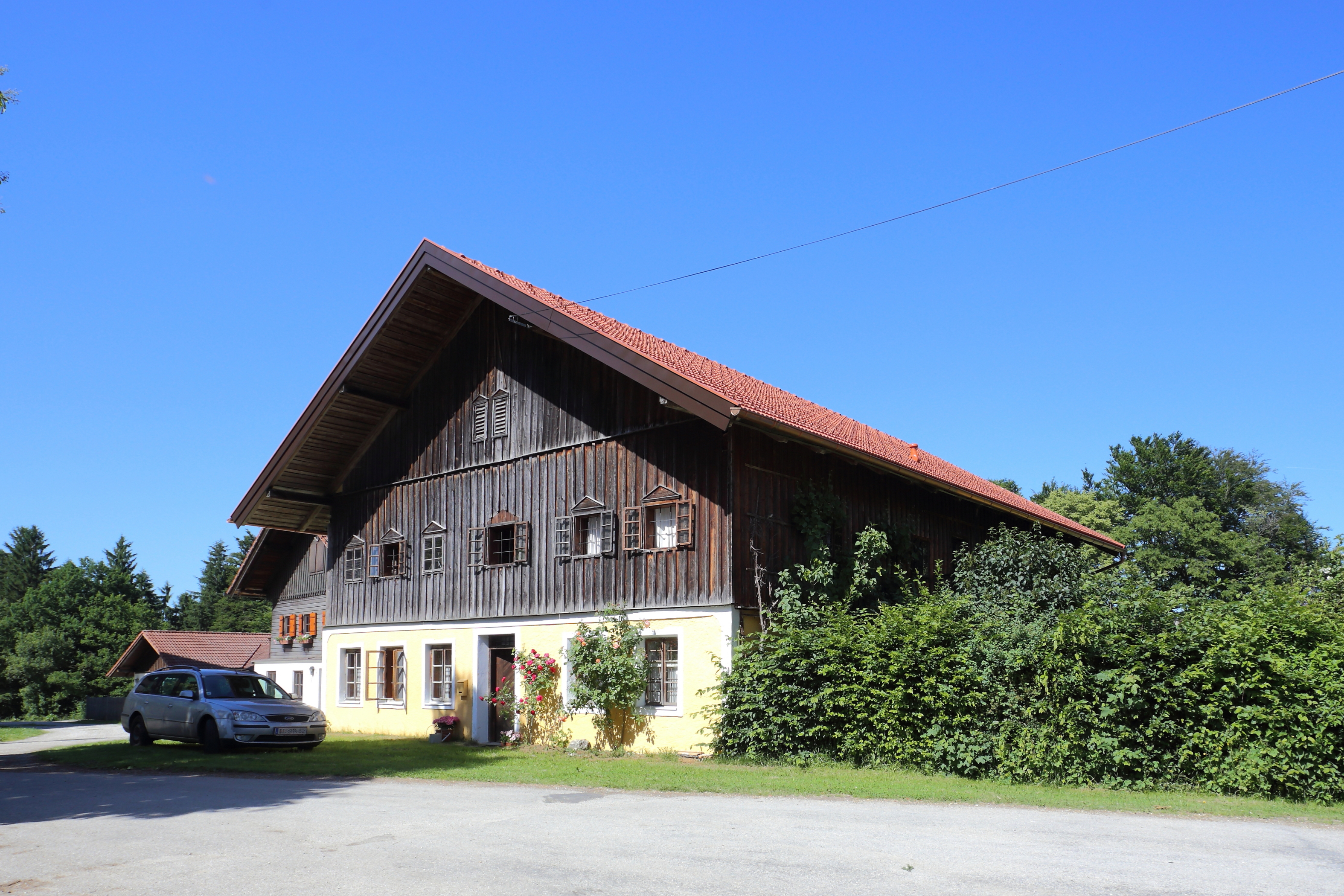
A volt sekrestyésház Hartban

Pischelsdorf am Engelbach Felső-Ausztria Innviertel régiójában fekszik az Engelbach folyó mentén. Egyéb fontos folyóvize a Hartbach. Területének 30,9%-a erdő, 64,5% áll mezőgazdasági művelés alatt. Az önkormányzat 33 településrészt és falut egyesít: Aich (7 lakos 2018-ban), Berg (0), Buch (37), Deimledt (8), Dessenhausen (72), Edt (16), Engelschärding (84), Erlach (57), Feldmühl (54), Glatzberg (12), Großgollern (30), Gschwendt (38), Hart (33), Humertsham (32), Irnstötten (21), Kager (13), Kaltenhausen (15), Kleingollern (30), Landerting (58), Moos (18), Ottendorf (79), Perleiten (12), Pfaffing (21), Pischelsdorf am Engelbach (366), Posching (12), Schmidham (195), Schwarzgröben (39), Siegerting (134), Stapfing (8), Stempfen (12), Unterhart (14), Wagenham (118) és Wehrsdorf (27).
A környező önkormányzatok: északra Burgkirchen, északkeletre Helpfau-Uttendorf, keletre Schalchen, délkeletre Pfaffstätt, délre Auerbach, délnyugatra Feldkirchen bei Mattighofen, nyugatra Sankt Georgen am Fillmannsbach és Handenberg, északnyugatra Neukirchen an der Enknach. 

## Története
739-ben egy bizonyos Cotafried és felesége, Kepahilt alapította azt a Szűz Mária mennybevétele-templomot, melyet 803-ban Cotalind és fivére, Popili a passaui püspökségnek adományozta; innen nyerte a falu a nevét: Bischofsdorf ("püspökfalva"). A falu egészen 1779-ig Bajorországhoz tartozott, amikor azonban a bajor örökösödési háborút lezáró tescheni béke következtében a teljes Innviertel Ausztriához került át. A napóleoni háborúk során 1809-ben a régiót a franciákkal szövetséges Bajorország visszakapta, majd Napóleon bukása után ismét Ausztriáé lett.
A köztársaság 1918-as megalakulásakor Pischelsdorfot Felső-Ausztria tartományhoz sorolták. Miután Ausztria 1938-ban csatlakozott a Német Birodalomhoz, az Oberdonaui gau része lett. A második világháború után a község visszakerült Felső-Ausztriához. 

## Lakosság
A Pischelsdorf am Engelbach-i önkormányzat területén 2018 januárjában 1672 fő élt. A lakosságszám 1991 óta gyarapodó tendenciát mutat. 2016-ban a helybeliek 91,2%-a volt osztrák állampolgár; a külföldiek közül 2,7% a régi (2004 előtti), 4,9% az új EU-tagállamokból érkezett. 2001-ben a lakosok 94%-a római katolikusnak, 1% mohamedánnak, 3,2% pedig felekezeten kívülinek vallotta magát. Ugyanekkor egy magyar élt a községben. 
A lakosság számának változása:
| Lakosok száma | 1449 | 1418 | 1429 | 1565 | 1481 | 1410 | 1534 | 1513 | 1639 | 1672 |
|               | 1869 | 1890 | 1910 | 1923 | 1939 | 1961 | 1981 | 1991 | 2011 | 2018 |

## Látnivalók
- a háromhajós, gótikus Szűz Mária-mennybevétele plébániatemplom 1392-1419 között épült
- a harti gótikus Mindenszentek-plébániatemplom 1510-1519 között épült. Harangja 1515-ből való, vagyis egyike az ország legrégebbi harangjainak. Föoltára, oldaloltárai és a szószék 1716-ból valók.

## Fordítás
- Ez a szócikk részben vagy egészben  a   Pischelsdorf am Engelbach című német Wikipédia-szócikk ezen változatának fordításán alapul.  Az eredeti cikk szerkesztőit annak laptörténete sorolja fel. Ez a jelzés csupán a megfogalmazás eredetét és a szerzői jogokat jelzi, nem szolgál a cikkben szereplő információk forrásmegjelöléseként.